# Ващенко-Захарченко Віра Миколаївна
Ві́ра Микола́ївна Ва́щенко-Заха́рченко (* 19 березня (31 березня за новим стилем) 1840 — † 2 серпня (14 серпня за новим стилем) 1895) — український педагог. Засновниця та директорка першої приватної жіночої гімназії в Російській імперії (Київ).

## Біографія
Віра Миколаївна Ващенко-Захарченко народилась 19 березня (31 березня за новим стилем) 1840 року в сім'ї поміщика села Заріччя Вишньоволоцького повіту Тверської губернії. Її батько поручик Микола Терентійович Мельницький походив із давнього дворянського роду. Мати Єлизавета Карлівна була за народженням баронесою Услар. Проте родина не належала до числа досить заможних. Подружжя мало 14 дітей, серед яких Віра була найстаршою.
До 10 років дівчинка жила в маєтку батьків. Її вихованням і навчанням займалась мати. 
1850 року Віра вступила до першого класу Санкт-Петербурзького училища ордена святої Єкатерини (Єкатериненського інституту) — закритого привілейованого середнього навчально-виховного закладу для дітей із дворянських сімей. Спочатку навчалася власним коштом. Але вже через рік за успіхи в навчанні Віру перевели на державний кошт.
Оскільки Єкатериненський інститут належав до навчальних закладів першого розряду, в основу його програм було покладено чужоземні мови. Це дало Вірі можливість досконало оволодіти французькою та німецькою мовами.
1856 року, повернувшись зі столиці додому з відмінним атестатом і свідоцтвом домашньої наставниці, Віра Миколаївна стала допомагати матері навчати молодших братів і сестер.
У віці 18 років Віра залишила батьківський дім і обійняла посаду вчительки французької мови у Вишньоволоцькій жіночій гімназії. Пропрацювала тут неповних три роки.
1860 року, довідавшись про вакантне місце в Київському інституті шляхетних дівчат, 20-річна Віра відправилась у Київ. 11 років (від липня 1860 року до квітня 1871 року) вона присвятила виховній роботі в інституті, що належав до того ж типу навчальних закладів, який закінчила сама. Увесь цей час обіймала посаду класної дами.
Навесні 1871 року Віра Миколаївна звільнилася з інституту у зв'язку з одруженням. Її чоловіком став професор Київського університету Михайло Ващенко-Захарченко, який у 1862—1864 роках також викладав у Київському інституті шляхетних дівчат фізику та космографію. Після смерті першої дружини Михайло Єгорович виховував трьох синів-підлітків і маленьку доньку. Саме вони на певний час стали центром уваги Віри Ващенко-Захарченко.
Через сім років після одруження, коли прийомні сини закінчили гімназію, донька досягла шкільного віку, а власні діти Віри Миколаївни (хлопчик шести та дівчинка п'яти років) розпочали опановувати грамоту, вона надумала заснувати приватну жіночу гімназію — навчальний заклад, що стояв би «на висоті вищих вимог педагогії та гуманістичних ідеалів віку».
Відкриття перших п'яти класів нового закладу освіти відбулося 14 вересня 1878 року (VI клас почав функціонувати з 1879 року, VII клас — з 1880 року, а VIII педагогічний клас — з 1881 року). Гімназія разом із пансіоном містилася на розі Бібіковського бульвару (нині — бульвар Тараса Шевченка) та вулиці Афанасівської (пізніше — Нестерівська, нині — вулиця Івана Франка). Хоча вибраний будинок певним чином був уже пристосований для здійснення навчального процесу (раніше в ньому діяла Київська чоловіча прогімназія), проте подружжя Ващенків-Захарченків пішло на значні матеріальні витрати для облаштування приміщення відповідно до власних уявлень про вимоги до опорядження гімназії.
Померла Віра Ващенко-Захарченко 2 серпня (14 серпня за новим стилем) 1895 року.
1897 року на могилі Ващенко-Захарченко у Видубицькому монастирі на кошти товаришів по службі, вдячних учениць, близьких друзів і родичів було встановлено пам'ятник — піраміду з лабрадору. Біля її підніжжя дитина-янгол із білого мармуру писала слова поета Олександра Плещеєва:
Блаженны вы, кому дано: Посеять в юные сердца: Любовь и истины зерно.

## Родина
Чоловік — український математик Михайло Ващенко-Захарченко.